# هوربانوفو
هوربانوفو (بالإنجليزية: Hurbanovo)‏ هي بلدة و municipality of Slovakia تقع في سلوفاكيا في Komárno District. يقدر عدد سكانها بـ 7,751 نسمة .

## المناخ
يظهر الجدول التالي التغييرات المناخية على مدار السنة لهوربانوفو:
| البيانات المناخية لـهوربانوفو      | البيانات المناخية لـهوربانوفو | البيانات المناخية لـهوربانوفو | البيانات المناخية لـهوربانوفو | البيانات المناخية لـهوربانوفو | البيانات المناخية لـهوربانوفو | البيانات المناخية لـهوربانوفو | البيانات المناخية لـهوربانوفو | البيانات المناخية لـهوربانوفو | البيانات المناخية لـهوربانوفو | البيانات المناخية لـهوربانوفو | البيانات المناخية لـهوربانوفو | البيانات المناخية لـهوربانوفو | البيانات المناخية لـهوربانوفو |
| الشهر                              | يناير                         | فبراير                        | مارس                          | أبريل                         | مايو                          | يونيو                         | يوليو                         | أغسطس                         | سبتمبر                        | أكتوبر                        | نوفمبر                        | ديسمبر                        | المعدل السنوي                 |
| ---------------------------------- | ----------------------------- | ----------------------------- | ----------------------------- | ----------------------------- | ----------------------------- | ----------------------------- | ----------------------------- | ----------------------------- | ----------------------------- | ----------------------------- | ----------------------------- | ----------------------------- | ----------------------------- |
| الدرجة القصوى °م (°ف)              | 13.4 (56.1)                   | 19.6 (67.3)                   | 25.7 (78.3)                   | 30.0 (86.0)                   | 33.4 (92.1)                   | 34.8 (94.6)                   | 40.3 (104.5)                  | 38.0 (100.4)                  | 33.4 (92.1)                   | 27.6 (81.7)                   | 23.2 (73.8)                   | 19.0 (66.2)                   | 40.3 (104.5)                  |
| متوسط درجة الحرارة الكبرى °م (°ف)  | 1.6 (34.9)                    | 4.8 (40.6)                    | 10.6 (51.1)                   | 16.6 (61.9)                   | 21.7 (71.1)                   | 24.7 (76.5)                   | 26.8 (80.2)                   | 26.2 (79.2)                   | 22.3 (72.1)                   | 16.3 (61.3)                   | 8.4 (47.1)                    | 3.2 (37.8)                    | 15.3 (59.5)                   |
| المتوسط اليومي °م (°ف)             | −1.5 (29.3)                   | 1.0 (33.8)                    | 5.4 (41.7)                    | 10.7 (51.3)                   | 15.6 (60.1)                   | 18.7 (65.7)                   | 20.2 (68.4)                   | 19.5 (67.1)                   | 15.5 (59.9)                   | 10.2 (50.4)                   | 4.7 (40.5)                    | 0.4 (32.7)                    | 10.0 (50.0)                   |
| متوسط درجة الحرارة الصغرى °م (°ف)  | −4.7 (23.5)                   | −2.5 (27.5)                   | 0.9 (33.6)                    | 5.0 (41.0)                    | 9.6 (49.3)                    | 12.7 (54.9)                   | 13.8 (56.8)                   | 13.5 (56.3)                   | 10.1 (50.2)                   | 5.4 (41.7)                    | 1.4 (34.5)                    | −2.5 (27.5)                   | 5.2 (41.4)                    |
| أدنى درجة حرارة °م (°ف)            | −23.0 (−9.4)                  | −22.4 (−8.3)                  | −21.4 (−6.5)                  | −5.3 (22.5)                   | −1.8 (28.8)                   | 2.2 (36.0)                    | 4.5 (40.1)                    | 4.5 (40.1)                    | −1.7 (28.9)                   | −1.6 (29.1)                   | −14.1 (6.6)                   | −21.0 (−5.8)                  | −23.0 (−9.4)                  |
| الهطول مم (إنش)                    | 33.9 (1.33)                   | 34.0 (1.34)                   | 26.6 (1.05)                   | 38.8 (1.53)                   | 55.3 (2.18)                   | 60.8 (2.39)                   | 50.7 (2.00)                   | 37.0 (1.46)                   | 38.9 (1.53)                   | 32.2 (1.27)                   | 53.7 (2.11)                   | 39.8 (1.57)                   | 521.7 (20.54)                 |
| متوسط أيام هطول الأمطار (≥ 1.0 mm) | 6.9                           | 6.4                           | 5.9                           | 6.4                           | 8.3                           | 8.3                           | 7.1                           | 6.8                           | 5.6                           | 5.0                           | 7.8                           | 7.5                           | 82.0                          |
| متوسط الرطوبة النسبية (%)          | 83                            | 79                            | 72                            | 65                            | 66                            | 68                            | 66                            | 69                            | 74                            | 76                            | 82                            | 85                            | 74                            |
| ساعات سطوع الشمس الشهرية           | 61.9                          | 85.0                          | 134.3                         | 178.8                         | 229.0                         | 237.4                         | 259.4                         | 236.8                         | 184.3                         | 143.7                         | 69.1                          | 51.6                          | 1٬871٫3                       |
| المصدر: NOAA                       |                               |                               |                               |                               |                               |                               |                               |                               |                               |                               |                               |                               |                               |

## معرض صور

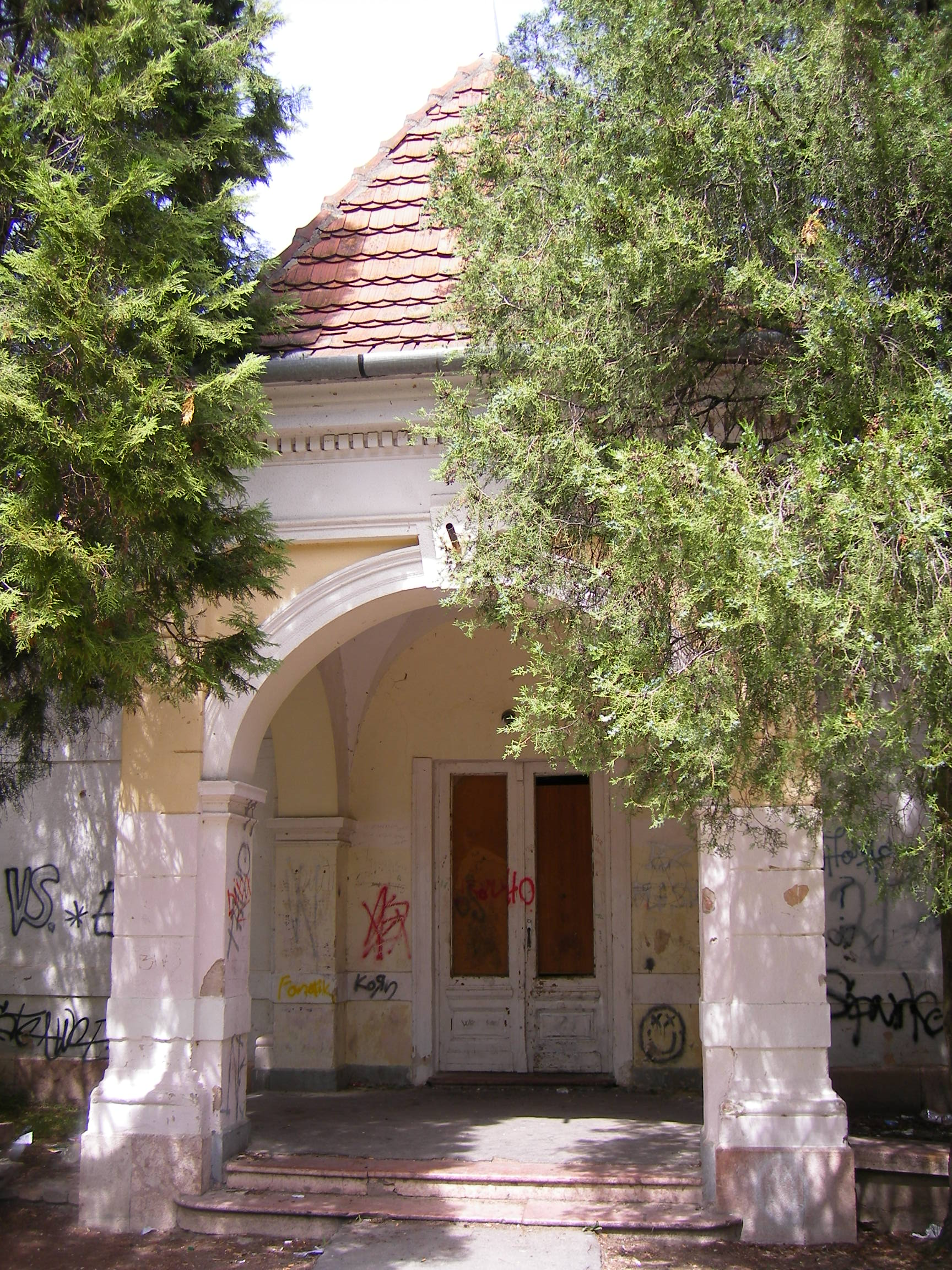
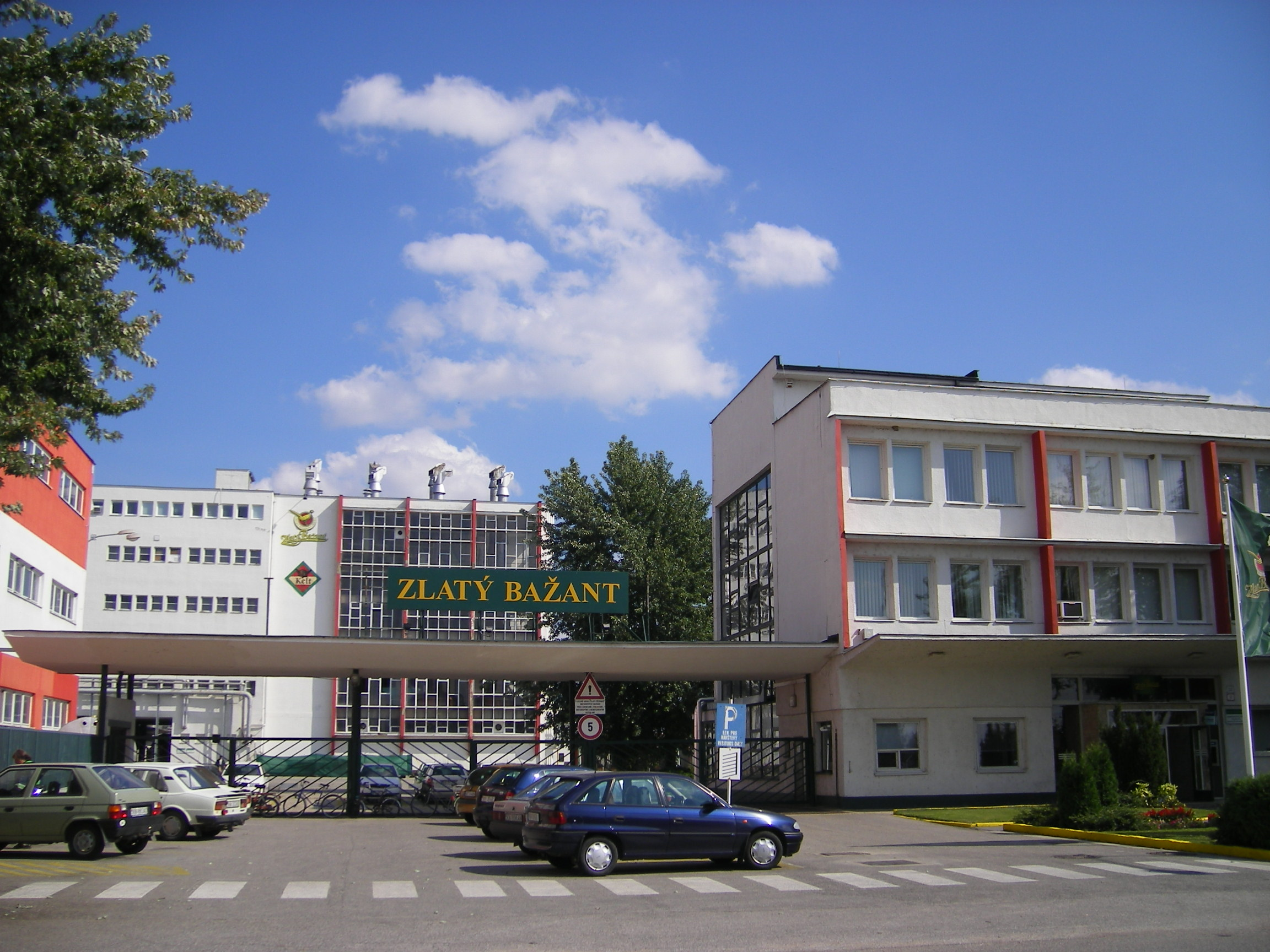
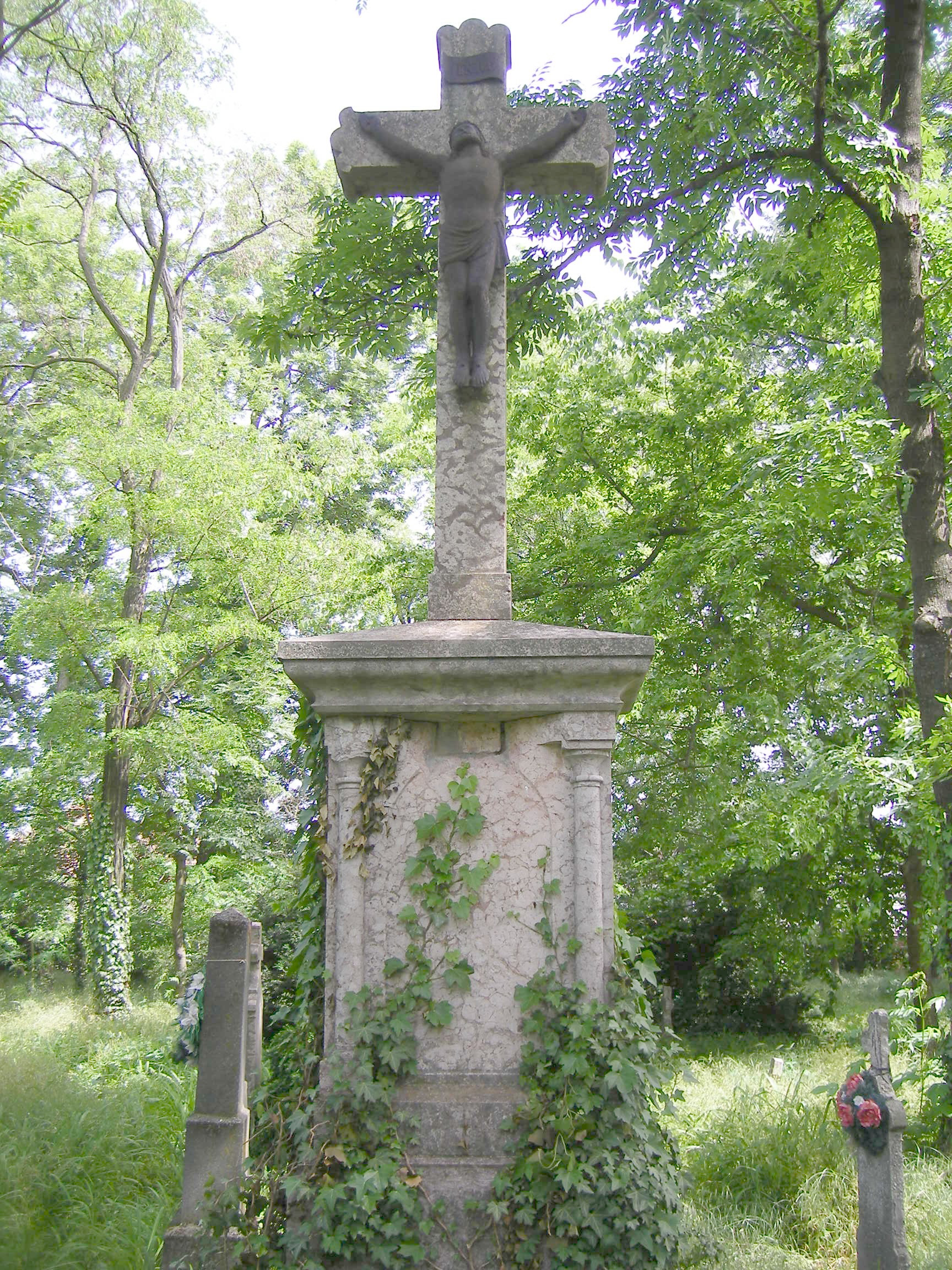

## أعلام
- كاتارينا باشترناكوفا